# Лесная промышленность России
Лесная промышленность  — совокупность отраслей российской промышленности, связанных с заготовкой и переработкой древесины. Одна из старейших отраслей хозяйства.16 000 предприятий леспрома РФ.В год экспорт 20,3млн.куб.метров древесины

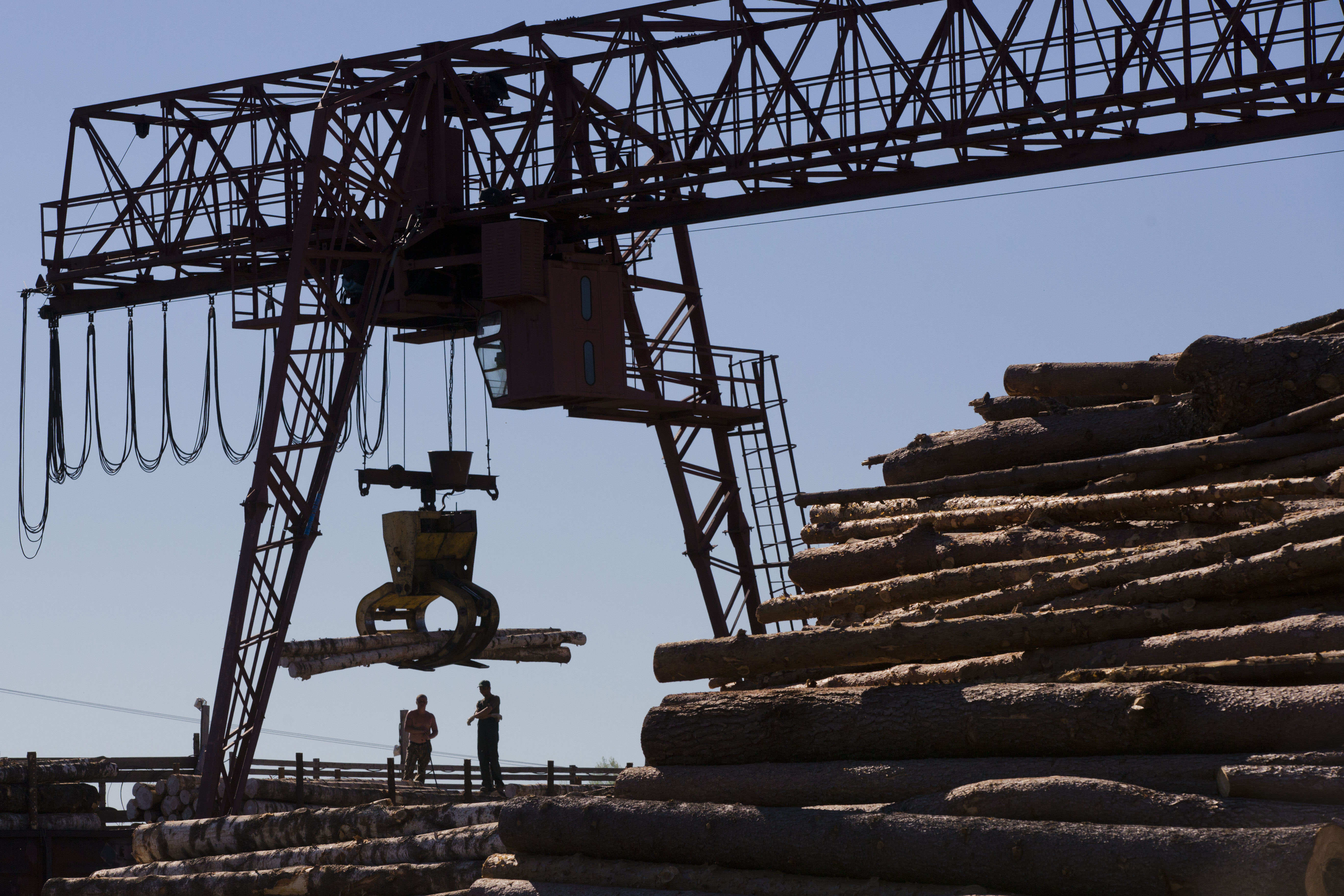
Лесопилка в Оричах под Кировом

На территории России находится 1/4 всех мировых запасов древесины. По данным за 2015 год общая оставляет 45 % всей площади страны. При этом запас древесины находился в районе 82 млрд м³. Основную долю лесообразующих пород составляют хвойные: сосна, ель, лиственница, кедр.
Лесной фонд России можно разделить на три основные группы:
- Водозащитные, полезащитные, заповедные, рекреационные лесные массивы. На такой территории могут быть проведены только санитарные рубки деревьев с целью улучшения общего состояния леса.
- Лесные территории, в которых разрешаются выборочные вырубки, не превышающие объёма прироста за год.
- Эксплуатационные лесные массивы, в них может вестись сплошная вырубка.

Лесная промышленность, как и химическая, отличается достаточно сложной структурой. Условно все отрасли лесного комплекса можно разделить на четыре группы:
- Лесозаготовительная промышленность — заготовка древесины;
- Деревообрабатывающая промышленность — механическая и химико-механическая обработка и переработка древесины. Плитное производство, мебельное производство, производство пиломатериалов и так далее;
- Целлюлозно-бумажная промышленность — преимущественно химическая переработка древесины, производство целлюлозы, картона и бумаги;
- Лесохимическая промышленность — производство древесного угля, канифоли и скипидара.

## Экономика лесной промышленности
| Крупнейшие по выручке компании лесопромышленного комплекса России по версии «РБК» на 2017 год. |                     |               |
| Место в топ-500                                                                                | Компания            | Выручка       |
| 104                                                                                            | Группа Илим         | 112 млрд руб. |
| 188                                                                                            | Монди СЛПК          | 55 млрд руб.  |
| 234                                                                                            | ГК Сегежа           | 43 млрд руб.  |
| 238                                                                                            | International Paper | 42 млрд руб.  |
| 315                                                                                            | Свеза               | 31 млрд руб.  |
| 359                                                                                            | Архангельский ЦБК   | 27 млрд руб.  |
| 430                                                                                            | Карелия Палп        | 21 млрд руб.  |

Отрасли, входящие в лесопромышленный комплекс, в составе промышленного производства РФ находятся на седьмом месте по объёмам производимой продукции и пятом по объёмам экспорта товаров. Наиболее значимую роль лесная промышленность играет в хозяйствах Европейского Севера страны, на обширных территориях Восточной и Западной Сибири, а также Дальнего Востока, где лесной комплекс уступает топливной промышленности и металлургии.
Основным продуктом отрасли в настоящее время является деловая древесина, доля которой среди общего объёма вывозимой древесины, составляет примерно 75 — 80 %. Лесозаготовительная промышленность считается базовым направлением всего лесного комплекса. К концу 80-х годов прошлого века СССР занимал второе место в мире по вывозу древесины, уступая лишь США. В результате многочисленных экономических перемен за последние десятилетия Россия переместилась на 6 — 7 место по этому показателю.
Как и в других отраслях промышленности России, основанных на добыче сырья и возобновлении сырья, в лесной промышленности значительная доля выручки формируется за счёт экспорта необработанного сырья круглого леса. В течение долгого времени Россия была основным поставщиком древесного сырья в страны Европы и Ближнего Востока, в Китай и Японию.
По данным аналитической группы компании Lesprom Network, решение правительства России о повышении экспортной таможенной пошлины на круглый лес в июле 2007 года на 20 % и апреле 2008 года на 25 % привело к снижению конкурентоспособности российских компаний-экспортеров на мировых рынках. Во второй половине 2008 года в условиях мирового экономического кризиса резко снизились объёмы строительства в Японии, Китае и Западной Европе, существенно сократились объёмы производства в основных секторах экономики, потребляющих древесину.
В 2008 году объём лесозаготовки в России снизился на 14,4 % по сравнению с 2007 годом. Рост производства в деревообработке составил 1,4 %, в целлюлозно-бумажном производстве, издательской и полиграфической деятельности — 0,8 %.
Коэффициент чистой прибыли лесопромышленных компаний России в 2008 году резко снизился, об этом свидетельствуют данные ежегодного рейтинга 50 крупнейших компаний лесопромышленного комплекса России, опубликованного журналом «Лесная индустрия». Суммарная выручка компаний, вошедших в Топ-50 «Лесной индустрии» по итогам 2008 года составила 216,34 млрд руб. На 10 крупнейших компаний приходится более 70 % суммарной выручки. Суммарная чистая прибыль 50 компаний рейтинга достигла 6,26 млрд руб. Доля компаний, занимающихся исключительно обработкой древесины, без целлюлозно-бумажного производства в суммарной выручке составила немногим более 27 %, а в суммарной чистой прибыли — 26,8 %.
Кроме страновой специфики, существуют общие особенности развития отрасли: увеличение рыночных долей товаров субститутов и сокращение долей лесобумажной продукции. Например, появление пластиковой упаковки привело к сокращению потребления бумажной, а развитие Интернета привело к сокращению потребления газетной бумаги.
В России не существует частной собственности на лесные земли, которая заменяется долгосрочной арендой лесных земель в рекреационных и лесозаготовительных целях. Вместе с тем в ряде стран существует частная собственность на земли. Например, в США управление лесными землями — это большой бизнес объёмом более $500 млрд. Лесные земли в стране занимают около 500 млн акров, из которых 53 % принадлежит частным владельцам, не являющимся промышленниками, 30 % находятся в общественном владении, 4 % принадлежит промышленникам, а 8 % владеют финансовые инвесторы.

## Состав

### Механическая обработка древесины
Механическая обработка древесины (лесопиление, производство сборных деревянных домов, мебели, фанеры, древесно-волокнистых, древесно-стружечных плит) расположена как в районах заготовок, так и в районах потребления. (особенно при пересечении сплавных рек и железных дорог, либо в устьях рек)

#### Пиломатериалы
В связи с объявленной правительством России политикой по сокращению экспорта необработанной древесины компании начинают наращивать экспорт пиломатериалов. В 1 квартале 2010 г. объём экспорта хвойных пиломатериалов из России вырос на 11 %, экспортные цены увеличились на 6 %, об этом говорится в опубликованных аналитической службой Lesprom Network результатах исследований экспортных рынков. Основной объём российских пиломатериалов был поставлен в Китай, Египет, Узбекистан, Японию и Иран. В 1 квартале 2010 г. вырос объём поставок пиломатериалов в Европу, Китай, Ближний Восток и Северную Африку. Снизились цены на пиломатериалы, поставленные в Китай и страны СНГ. При этом Китай занял наибольшую долю в экспорте — 19 %. Лидерами по объёму экспортных поставок пиломатериалов в 1 квартале стали: Лесосибирский ЛДК, Усть-Илимский ЛДЗ, Новоенисейский ЛХК, «Лесозавод-25» и «Свирь Тимбер».
Объем экспорта пиломатериалов в 1 полугодии 2016 года составил 13 млн. кубометров. Более половины этого объёма (7,2 млн. кубометров, или 55%) было поставлено в Китай, другими заметными получателями выступили Узбекистан (988 тыс. кубометров), Египет ( 840 тыс. кубометров) и Япония (479 тыс. кубометров). Ведущие экспортёры - ООО "ТРЕЙД ОСТ", ОАО "ЛЕСОСИБИРСКИЙ ЛДК №1", ЗАО "ЛЕСОЗАВОД 25", ЗАО "ЛДК ИГИРМА".
Объем экспорта российских хвойных пиломатериалов в 2017 году установил новый рекорд – 28,0 млн м3 (+10% в годовом исчислении). Это был самый высокий темп роста за 12 лет (экспортные продажи в 2005 году увеличились на 17% в годовом исчислении до 14,78 млн м3). Продажи в период 2006-2016 гг. в среднем росли на 5,6% в год. Рост экспорта во многом был связан с Китаем, который оставался крупнейшим потребителем российских хвойных пиломатериалов в 2017 году и увеличил закупки на 20% в годовом исчислении до 16,1 млн м3 – хотя отметим, что Таможня Китая отчитывается о более низком объеме. Доля Китая в общем объеме российского экспорта хвойных пиломатериалов в 2017 году составила 58% (+4% в годовом исчислении). Продажи еловых пиломатериалов с Северо-Запада России выросли на 26% в годовом исчислении – до 1,4 млн м3.

### Целлюлозно-бумажная промышленность
Целлюлозно-бумажная промышленность является самой крупной отраслью лесопромышленного комплекса России, в которой генерируется до 50 % всей его продукции (в стоимостном отношении). К настоящему времени в отрасли сформировались крупные финансово-промышленные объединения, контролирующие большую часть производства. В 2016 году отрасль показала рост по основным видам продукции. Производство целлюлозы древесной составило 8,2 млн тонн (рост на 4,2 %), бумаги — 5,2 млн тонн (рост на 2,3 %), картона — 3,3 млн тонн (рост на 6,9 %). Сократилось почти на половину производство складных ящиков из негофрированного картона, до 886 тыс. м².
Основная продукция отрасли — целлюлоза. Мощности по её производству оцениваются в 9,5 млн тонн, а среднегодовая степень их загрузки составляет около 62 %. Крупнейшими центрами производства целлюлозы выступают города Усть-Илимск, Братск, Котлас и Архангельск, на которые приходится до 85-89 % производства всей товарной целлюлозы в стране. В подотрасли велика доля устаревшего оборудования (35-70 лет).
Мощности по производству картона и бумаги оцениваются в 9 млн т в год, при этом Россия производит в пересчёте на душу населения всего 33 кг бумаги в год, тогда как в развитых странах эта величина составляет 200—300 кг и более. Отмечается недостаточно широкий ассортимент выпускаемой продукции. По выпуску бумаги лидируют семь предприятий (около 75 % от всего производства), расположенные в городах Кондопога, Балахна, Сыктывкар, Соликамск, Котлас, Светогорск, Сегежа. Производство картона является растущим сектором. Крупнейшими центрами по производству картона выступают Архангельск, Братск, Сыктывкар, Санкт-Петербург и Набережные Челны.

#### Производство фанеры
| 2008 | 2009 | 2010 | 2011 | 2012 | 2013 | 2014 | 2015 | 2016 |
| ---- | ---- | ---- | ---- | ---- | ---- | ---- | ---- | ---- |
| 2,59 | 2,12 | 2,65 | 2,96 | 3,13 | 3,27 | 3,49 | 3,56 | 3,65 |

Фанера широко используется в производстве мебели, в строительстве и в транспортном машиностроении. Фанера является экспортным товаром России, более половины всей произведённой в стране фанеры отправляется на экспорт. Идёт активный процесс обновления производственных мощностей. Ресурсы для производства сосредоточены в южной части тайги и в зоне смешанных лесов, где и располагаются основные производители. Крупнейшими регионами производства выступают Костромская область и Республика Коми, далее идут Иркутская, Вологодская, Новгородская, Свердловская области, Пермский край и Санкт-Петербург.
| 2008 | 2009 | 2010 | 2011 | 2012 | 2013 | 2014 | 2015 | 2016 |
| ---- | ---- | ---- | ---- | ---- | ---- | ---- | ---- | ---- |
| 1,28 | 1,31 | 1,51 | 1,58 | 1,63 | 1,77 | 1,99 | 2,2  | 2,55 |

По данным Росстата, за период с 2010 по 2016 годы производство фанеры увеличилось в 2,5 раза. Структура производства делится на три почти равные части: треть продукции выпускают заводы группы «Свеза», вторая треть выпускается заводами второго эшелона, которых меньше десяти (каждый выпускает более 100 тыс. м³), последняя треть приходится на мелких производителей. Россия стабильно держится в числе лидеров среди стран производителей и экспортёров фанеры, занимая четвёртое место в мире, после Китая, Малайзии и Индонезии.

### Производство древесных плит
Производство плит OSB в Российской Федерации в 2017 году увеличилось на 27% до 1,0 млн м3 в ответ на увеличение на 8,6% до 1,6 млн м3 потребления OSB в субрегионе СНГ в 2017 году. Основной прирост производства произошел за счет завода «СТОД» (Торжок, Тверская область), который вышел на полную производственную мощность в 500 тыс. м3. В 2017 году российский рынок впервые потребил сопоставимый объем OSB и фанеры (по 1,3 млн м3); это было связано с заменой низкосортной фанеры на OSB в малоэтажном строительстве при производстве кровельных, ограждающих конструкций, стен и потолков, а также временных конструкций. ДОК «Калевала» объявил в 2017 году, что увеличит годовое производство OSB на 250 тыс. м3 до 550 тыс. м3

### Производство спичек
Производство спичек из осиновой соломки является традиционной для России подотраслью. За несколькими исключениями, практически всё производство сосредоточено в европейской части страны. Крупнейшим производителем является ЗАО «Спичплитпром» в городе Балабаново Калужской области. Также производство ведётся в Вологодской, Брянской, Ярославской, Новгородской, Кировской, Пензенской, Свердловской, Томской областях, в Башкирии и Алтайском крае.
В последние годы проявляется тенденция к резкому сокращению производства. Если в 2006 году в России было произведено 8 млн условных ящиков спичек, то в 2014 году фабриками было выпущено 2,4 млн условных ящиков. Главными причинами спада производства являются низкая рентабельность, устаревшее оборудование и растущий рынок карманных зажигалок.

### Мебельная промышленность
Мебельная промышленность — отрасль лесной промышленности, занимающаяся производством мебели и сопутствующих товаров.
До конца 1980-х годов мебельная промышленность СССР отличалась значительным удельным весом ручного труда, низкой квалификацией работников, высоким физическим и моральным износом оборудования, в результате чего по технологическим параметрам, объёму и качеству выпускаемая мебель не соответствовала запросам потребителей. Кроме того, в стране отсутствовало собственное производство специализированного оборудования для мебельной промышленности. С началом экономических реформ 1990-х годов ситуация резко изменилась. Появился большой выбор как моделей мебели, так и технологий, материалов, комплектующих. Российская мебельная промышленность — одна из немногих высокотехнологичных отраслей, которым удалось благополучно преодолеть кризис конца 1990-х годов, не утратив свой производственный потенциал и высококвалифицированных специалистов.
В 2000—2008 годах рынок активно развивался, рос объём мебельного производства. Реализация мебельной продукции увеличивалась ежегодно в действующих ценах в среднем на 23 %. Однако снижение спроса на мебель в 2009 году в связи с финансовым кризисом привело и к уменьшению объёмов производства. В 2010 году началось восстановление рынка. По итогам года выросло внутреннее производство, а также объём импорта. Объём рынка вырос до докризисного уровня. В 2011—2012 годах объём рынка превзошёл докризисный уровень. В стране увеличился объём жилищного строительства, и, как следствие, увеличился объём производства российской мебели. Одновременно, однако, увеличилась доля дешёвого импорта, что привело к обострению конкуренции. Этому способствовали вступление России в ВТО, сопровождающееся постепенным снижением ввозных пошлин, и образование Единого экономического пространства России, Белоруссии и Казахстана. Эти обстоятельства свели на нет основное конкурентное преимущество российских производителей мебели, которое заключалось в невысокой стоимости сырья и относительно низких затратах на оплату труда, а также в наличии высоких импортных пошлин.
В 2013 году отрасль пережила спад, при этом удельный вес импорта на российском мебельном рынке составил более 42 %. По итогам 2014 года произошёл резкий скачок объёма импорта в результате потребительской паники, вызванной падением курса рубля, и часть спроса на мебель 2015 года была реализована в конце 2014 года. В дальнейшем за счёт роста курса доллара цены зарубежных поставщиков утратили конкурентоспособность, что привело к падению рынка.
По данным Минпромторга России на 2016 год, доля российских производителей на внутреннем рынке мебели благодаря активному импортозамещению выросла до 63 % в стоимостном выражении и более 80 % по физическому объёму. Экспорт мебели из Российской Федерации с начала 2000-х годов находится на стабильно низком уровне, при этом импорт мебели превышает экспорт. По состоянию на 2015 год, доля России в мировом производстве мебели составляла менее 1 %. Для сравнения, доля США в мировом производстве мебели составляет 27 %, Италии, Японии, Германии — 9 %, Китая — 7 %, Канады, Великобритании, Франции — 4 %. В общем объёме ВВП страны производство мебели составляет около 3 %.
Производством мебели из дерева занимается 5 — 6 тысяч предприятий. Из них лишь около пятнадцати имеют объёмы производства, превышающие 1 млрд руб./год. На них приходится более 50 % производства мебели в России. Около пятисот предприятий с объёмами 0,3 — 1 млрд руб./год относятся к среднему бизнесу.
Основная масса производств сосредоточена в Центральном (преимущественно в Москве, Московской области, Ярославской и Рязанской областях), Приволжском, Северо-Западном и Южном федеральных округах. На их долю приходится около 86 % от общего объёма выпускаемой мебели в России. Лидером по производству мебели среди округов России является Центральный федеральный округ. В 2008 году на него пришлось около 45 % производства, при этом Москва и Московская область произвели почти 65 % всей мебели округа. К числу «мебельных» регионов относится и Воронежская область (около 9 % от общего объёма мебели, изготавливаемой в Центральном федеральном округе.
Доля Москвы и Московской области в общем объёме российского производства в 2007—2010 гг. составляла около 13 и 25 %, соответственно. Два предприятия — МК «Шатура» и ПК «Электрогорскмебель», расположенные в Подмосковье, в общей сложности реализуют около 20 % мебельной продукции.
Как ни парадоксально, в наиболее лесных районах размещено значительно меньше мебельных предприятий и производств, чем в нелесных. Так, в Сибирском и Дальневосточном федеральных округах, где имеются мощные деревообрабатывающие предприятия, крупные центры производства мебели пока не сформировались.

### Производство пеллет
Производство пеллет является новой и быстро развивающейся для России подотраслью. Это экологически чистое топливо в основном идёт на экспорт в страны Европы. Ведущие производители расположены в Красноярском крае, Тверской, Архангельской, Вологодской областях и Республике Карелия. У отрасли имеются неограниченные сырьевые возможности наращивать производство. К 2015 году объёмы производства пеллет в России, в сравнении с мировым рынком, были незначительными. По разным данным в стране было произведено от 0,9 до 1,4 млн тонн продукции, но даже самые высокие оценки не достигают уровня производства соседней Латвии.
В России развитие биотопливного сектора регулируется государственными программами «Энергосбережение и повышение энергетической эффективности на период до 2020 г.» и «Энергетическая стратегия России на период до 2030 г.». Однако, как отмечается в статье журнала «Лесная индустрия»., указанные в проектах цели недостаточно ясны. Согласно этим документам, к 2020 г. в России 4,5 % электроэнергии должно производиться с использованием альтернативных источников. В Норвегии этот показатель равен 67,5 %, в Швеции — 50 %, в Латвии — 40 %.
При растущем потреблении биотоплива странам Центральной Европы не будет хватать своих лесных ресурсов, поэтому Германия, Голландия, Великобритания увеличат импорт пеллет. Россия вполне способна занять большую часть этого рынка, но для этого необходимо улучшить отношения страны с Европой. Прямые конкуренты России на рынке древесных топливных гранул Европы — Бразилия, Канада и США с большими запасами биотопливного сырья.

## Проблемы лесной промышленности
В лесной промышленности ежегодно заготавливается около 0,5 млрд тонн биологической массы, из них в производство идет только 25 %. Не используются хвоя, кора, сучья, что видимо, связано с нерациональным использованием добытого сырья. В готовую продукцию превращается только 11 % сырья.
Кроме того, согласно данным, озвученным осенью 2015 года участниками Лесного Клуба на Петербургском международном лесном форуме, лесопромышленная отрасль России столкнулась со следующими проблемами:
- Понижение цен на топливо;
- Проблемы транспорта и логистики. В том числе и коммерциализация транспортных предприятий, обслуживающих лесную промышленность, повлёкшая за собой увеличение конечной стоимости продукции ЛПК;
- Проблемы законодательного регулирования арендных отношений и организации аукционов на право аренды лесных участков;
- Отсутствие согласованной с зарубежными странами нормативно-правовой базы, регламентирующей экономические отношения;
- Нет затрат на очистительные установки для водных и воздушных ресурсов, используемых в лесной промышленности;
- Отсутствие грамотной методологии отбора инвестиционных проектов в сфере ЛПК.